# Słobódka Konkolnicka
Słobódka Konkolnicka, Słoboda Konkolnicka (ukr. Слобода Кукільницька) – dawniej samodzielna wieś na Ukrainie, w obwodzie iwanofrankiwskim, w rejonie halickim. Obecnie stanowi wschodnią część wsi Konkolniki, położoną na wschodnim brzegu rzeki Bebełki.

## Historia
Słoboda Konkolnicka to dawna wieś. W II Rzeczypospolitej stanowiła gminę jednostkową Słoboda Konkolnicka  w powiecie rohatyńskim w województwie stanisławowskim. 1 sierpnia 1934 roku w ramach reformy na podstawie ustawy scaleniowej weszła w skład nowej zbiorowej gminy Konkolniki, gdzie we wrześniu 1934 utworzyła gromadę Słoboda Konkolnicka .
Podczas II wojny światowej w gminie Bołszowce w powiecie brzeżańskim w dystrykcie Galicja, licząc 1180 mieszkańców.
W 1944 r. nacjonaliści ukraińscy z UPA zamordowali łącznie 145 polskich mieszkańców, w tym większość 2 kwietnia (Niedziela Palmowa) tegoż roku. 
Po wojnie włączona w struktury ZSRR.